# لیمان جی. بلومینگدیل

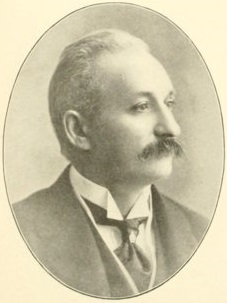
لیمان جی. بلومینگدیل

لیمان جی. بلومینگدیل (انگلیسی: Lyman G. Bloomingdale) (زاده ۱۸۴۱ - درگذشته ۱۹۰۵) کارآفرین، بازرگان و مدیر ارشد اجرایی آمریکایی بود، که در سال ۱۸۶۱ شرکت بلومینگدیلز را با مشارکت برادرش جوزف بی. بلومینگدیل تأسیس نمود.